# Loni, Peremîșleanî
Loni (în ucraineană Лоні) este un sat în comuna Lîpivți din raionul Peremîșleanî, regiunea Liov, Ucraina.

## Demografie
Componența lingvistică a localității Loni
     Ucraineană (100%)
Conform recensământului din 2001, toată populația localității Loni era vorbitoare de ucraineană (100%).